# 孔圣庙中华国民型华文中学
孔圣庙中华国民型华文中学（简称中华华中）是马来西亚槟城州东北县乔治市青草巷登峇卡道（Persiaran Tembaga）2号的一所国民型华文中学，于1921年成立（初中部）。中华学校三校（中学和A、B小学）最早于1904年在平章会馆（今槟州华人大会堂）由张弼士创立，是马来西亚华文教育发展史上最早开办的正规华文学校之一，并以现代标准汉语作为教学媒介语的及唯一在海外获得中国清廷政府立案的华校。该校校名之所以有“孔圣庙”是因为在1910年，该校没能力复校，直至要停办，校友们不忍见母校衰落于是便在1911年开始四处奔波寻找方案复校。1912年，槟榔屿孔圣庙（现孔教会）拨款合办中华学校，复兴该校，该校便易名为“孔圣庙中华学校”。中华学校旧校舍位于港仔墘（Jalan Maxwell）门牌70号，中学部于1972年正式迁入位于青草巷的新址至今。

## 校歌[5]
絃歌聲起
吾道詣南方
看幾輩英年有造
何殊鄒魯鄉
美富宮牆
巍峨在望
跬步莫相忘
振我華風
迪我民智
祖國有輝光